# 滋賀院
滋賀院（しがいん）是位在日本滋賀縣大津市的天台宗寺院，比叡山延曆寺之本坊（總里坊）。本尊藥師如來、開基（創立者）為天海。歷代天台座主之居所，也稱作「滋賀院門跡」。

## 關連項目
- 比叡山延曆寺
- 門跡

## 外部連結
- 滋賀院門跡（滋賀県観光情報） （页面存档备份，存于）